# 細身鈎齒脂鯉
細身鈎齒脂鯉（学名：Creagrutus gracilis），為輻鰭魚綱脂鯉目脂鯉亞目脂鯉科的其中一個種，分布於南美洲厄瓜多東部及秘魯安地斯山脈淡水流域，體長可達7.7公分，棲息在底中層水域，生活習性不明。
其种加词来源于拉丁文“gracilis”，意为“纤细的”。